# Dorcatherium
A Dorcatherium az emlősök (Mammalia) osztályának párosujjú patások (Artiodactyla) rendjébe, ezen belül a kancsilfélék (Tragulidae) családjába tartozó fosszilis nem.

## Tudnivalók
A Dorcatherium-fajok a miocén és pliocén korok idején éltek. Maradványaikat Európában, Kelet-Afrikában és Észak-Indiában találták meg.

## Rendszerezés
A nembe az alábbi 5 faj tartozik:
- Dorcatherium majus Lydekker, 1876
- Dorcatherium minus Lydekker, 1876
- Dorcatherium minimus West, 1980
- Dorcatherium nagrii Guar et al., 1983
- Dorcatherium nauii Kaup, 1833 - típusfaj

Korábban a szintén fosszilis Afrotragulus-fajokat ebbe a nembe sorolták be.

## Fordítás
- Ez a szócikk részben vagy egészben  a   Dorcatherium című angol Wikipédia-szócikk ezen változatának fordításán alapul.  Az eredeti cikk szerkesztőit annak laptörténete sorolja fel. Ez a jelzés csupán a megfogalmazás eredetét és a szerzői jogokat jelzi, nem szolgál a cikkben szereplő információk forrásmegjelöléseként.